# Federico Tinoco Granados
Le général José Federico Alberto de Jesús Tinoco Granados (né le 21 novembre 1868 à San José et mort le 7 septembre 1931 à Paris) est un homme d'État qui fut le président du Costa Rica du 27 janvier 1917 au 13 août 1919. 
Alors secrétaire d’État à l’Armée et à la Marine du président Alfredo González Flores, il renverse ce dernier avec l’aide de la United Fruit Company et de la Sinclair Oil. Il établit un régime dictatorial, supprime toute liberté de critique à la presse et exerce une répression contre l'opposition. Il augmente les effectifs de l'armée et de la police, qui traque les opposants.
Son régime est soutenu financièrement et politiquement (par des activités de lobbying aux États-Unis) par la United Fruit Company, qui, en retour, bénéficie de concessions avantageuses. La corruption s'étend, les milieux d'affaires étant directement liés au frère du président, José Joaquín, qui est une imminence grise du régime.
Mais le président américain Woodrow Wilson supporte le gouvernement renversé. Le mécontentement populaire s’accroît et dès juin 1919 Federico Tinoco Granados s’exile en Europe quelques jours après l’assassinat de son frère début août. Juan Bautista Quirós Segura lui succède.